# NGC 5973
NGC 5973 је лентикуларна галаксија у сазвежђу Вага која се налази на NGC листи објеката дубоког неба.
Деклинација објекта је - 8° 36' 3" а ректасцензија 15h 40m 15,6s. Привидна величина (магнитуда) објекта NGC 5973 износи 14,4 а фотографска магнитуда 15,3.